# 恋、弾けました。
「恋、弾けました。」（こい、はじけました。）は、ゆずの配信限定シングル。2017年10月13日にセーニャ・アンド・カンパニーから配信された。

## 概要
シングルとしてのリリースは「タッタ」以来7ヶ月ぶり。
山﨑賢人主演の映画『斉木楠雄のΨ難』主題歌であることから、劇中映像とコラボレーションした「Music Video(Movie Ver.)」と、ゆずの2人がピンク色の仮想空間で水玉模様の衣装に身を包み、「双子ダンス」を披露しているMVの2種類が公開されている。ゆずが映画主題歌を担当するのは「OLA!!」以来2年半ぶり。
また、今作の配信アートワークは「斉木楠雄のΨ難」原作者の麻生周一がMVを観た上で書き下ろしたものとなっている。

## 収録曲
1. 恋、弾けました。
作詞・作曲 : 北川悠仁
アスミック・エース / ソニー・ピクチャーズ エンタテインメント配給映画『斉木楠雄のΨ難』主題歌
DJ・作曲家のTeddyLoidをアレンジャーに迎え制作された、デジタルサウンドにゆずならではのハーモニーが融合したポップナンバ ー[1]。
ライブでは「インスタに投稿している エフェクト越しの写真よりも」の歌詞の部分で北川が自撮り棒で自身と観客を自撮りしながら歌う演出がなされる。またテレビ初披露となった2017年11月15日の『ベストヒット歌謡祭2017』では自撮りの演出に加え、番組司会の宮根誠司、ウエンツ瑛士が、バックダンサーとともに双子ダンスを披露した。